# Сватково (Ленинградская область)
Сватково — деревня в Осьминском сельском поселении Лужского района Ленинградской области.

## История
Впервые упоминается в писцовых книгах Шелонской пятины 1498 года, как деревня Сватково на реке Сабе в Сумерском погосте Новгородского уезда.
Деревня Сваткова обозначена на карте Санкт-Петербургской губернии 1792 года А. М. Вильбрехта.
Деревня Сваткова, состоящая из 33 крестьянских дворов упоминается на карте Санкт-Петербургской губернии Ф. Ф. Шуберта 1834 года.

СВАТКОВО — деревня принадлежит её величеству, число жителей по ревизии: 105 м. п., 104 ж. п. (1838 год)

Деревня Сватково из 33 дворов отмечена на карте профессора С. С. Куторги 1852 года.

СВАТКОВА — деревня Гдовского её величества имения, по просёлочной дороге, число дворов — 39, число душ — 134 м. п. (1856 год)

СВАТКОВО — деревня государственная при ручье безымянном, число дворов — 90, число жителей: 119 м. п., 119 ж. п. (1862 год)

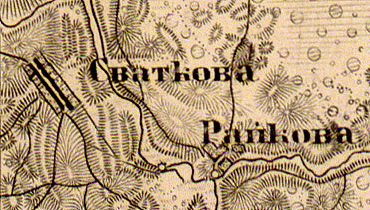
Деревня Сватково на карте 1863 года

Согласно карте из «Исторического атласа Санкт-Петербургской Губернии» 1863 года деревня называлась Сваткова.
В XIX — начале XX века деревня административно относилась к Осьминской волости 2-го земского участка 1-го стана Гдовского уезда Санкт-Петербургской губернии.
По данным «Памятной книжки Санкт-Петербургской губернии» за 1905 год деревня называлась Свотково и образовывала Свотковское сельское общество.
С 1917 по 1919 год деревня Сватково входила в состав Осьминской волости Гдовского уезда.
С 1920 года, в составе Сватковского сельсовета Осьминской волости Кингисеппского уезда.
С 1927 года, в составе Осьминского района.
По данным 1933 года деревня Сватково являлась административным центром Сватковского сельсовета Осьминского района, в который входили 3 населённых пункта: деревни Липа, Райково, Сватково, общей численностью населения 875 человек.
По данным 1936 года в состав Сватковского сельсовета входили 4 населённых пункта, 156 хозяйств и 3 колхоза.
C 1 августа 1941 года по 31 января 1944 года деревня находилась в оккупации.
С 1960 года, в составе Осьминского сельсовета.
С 1961 года, в составе Сланцевского района.
С 1963 года, в составе Лужского района.
В 1965 году население деревни Сватково составляло 113 человек.
По данным 1966, 1973 и 1990 годов деревня Сватково входила в состав Осьминского сельсовета Лужского района.
В 1997 году в деревне Сватково Осьминской волости проживали 69 человек, в 2002 году — 52 человека (русские — 96 %).
В 2007 году в деревне Сватково Осьминского СП проживали 48 человек.

## География
Деревня расположена в северо-западной части района на автодороге 41А-186 (Толмачёво — автодорога «Нарва»).
Расстояние до административного центра поселения — 7 км.
Расстояние до ближайшей железнодорожной станции Молосковицы — 50 км.
Деревня находится на левом берегу реки Саба, через деревню протекает безымянный ручей, а к северу от деревни — ручей Межник.

## Демография
| 1838 | 1862 | 1965 | 1997 | 2007 | 2010 | 2017 |
| ---- | ---- | ---- | ---- | ---- | ---- | ---- |
| 209  | ↗238 | ↘113 | ↘69  | ↘48  | ↗58  | ↘50  |

## Улицы
Центральная.